# Оренбургская операция
Оренбу́ргская опера́ция — наступательная операция Восточного фронта Русской армии адмирала А. В. Колчака против сил Красной армии. Многомесячная борьба за Оренбург проходила в апреле-июне 1919 года. В советской историографии получила название — Оборона Оренбурга.

## Предыстория
Генеральное наступление Русской армии в апреле 1919 года успешно развивалось. 4 апреля частями Западной армии был взят Стерлитамак, 7 апреля — Белебей. 10 апреля Западная армии заняла Бугульму, 15 апреля — Бугуруслан. 
Для Русской армии в сложившейся ситуации было важно энергично преследовать противника, чтобы до вскрытия рек овладеть стратегически важными пунктами. На Южном Урале таким пунктом был Оренбург.
Ставка адмирала Колчака настаивала на решительных действиях, и в соответствии с директивой штаба Верховного главнокомандующего от 12 апреля 1919 года, Отдельной Оренбургской армии была поставлена задача овладеть районом Оренбург — Илецкий городок — Актюбинск. Промедление из-за разлива рек было равнозначно поражению, разлив мог надолго остановить наступление Российской армии. Вместе с тем казачьи корпуса не обладали достаточным превосходством в силах перед противостоящими им войсками большевиков для прорыва обороны последних,  почти не имели пехоты. При этом I Оренбургскому казачьему корпусу пришлось вести боевые действия на два фронта, наступая и на Оренбург, и на Актюбинск. Белое командованием рассчитывало в такой ситуации на внезапность в действиях и храбрость казаков. Именно поэтому многие командующие казачьи офицеры лично водили войска в атаки, находясь лично на передовой под огнём врага.
Оренбург был крупным промышленным центром, столицей войска и важнейшим узлом железных дорог, в городе было свыше 100 фабрик и заводов, а население составляло 146 тысяч человек (на 1912 г.). С точки зрения психологии для казачества было также принципиально важно, в чьих руках находится центр военного округа, войсковая столица, так как в зависимости от этого казаки решали, участвовать ли им в борьбе против большевиков.
Занятие Оренбурга открывало белым путь на Бузулук и Самару — к Волге. А для красных удержание города стало залогом успеха последующего контрнаступления. В случае падения города, крупные конные массы уральских и оренбургских казаков, выйдя на простор севернее реки Урал, могли совершить глубокий рейд по тылам Южной группы армий советского Восточного фронта, район сосредоточения ударного кулака которой (Бузулук - Сорочинская - Михайловское (Шарлык)) непосредственно примыкал к оренбургскому району. Падение Оренбурга не позволило бы красным завершить сосредоточение своей ударной группировки и развить наступление против Западной армии белых из-за необеспеченности собственного тыла с юга и юго-востока. Однако этого не случилось.

## Ход операции
Преследуя красных, I и II Оренбургские казачьи корпуса Отдельной Оренбургской армии и IV Оренбургский армейский корпус Южной группы Западной армии к 20-м числам апреля 1919 года подошли к Оренбургу с юго-востока, востока и северо-востока соответственно. Из разведсводок поступали сведения о возможном оставлении города красными без боя. В самом городе полным ходом шла эвакуация. 17 апреля командир II Оренбургского казачьего корпуса генерал-майор Генерального Штаба И. Г. Акулинин подписал оперативный приказ № 9(б) о занятии Оренбурга к Светлой Заутрене — 23 часам 50 минутам 19 апреля.
- 17 апреля. Войска А. С. Бакича вышли на подступы к Оренбургу с северо-востока в точке слияния рек Салмыш и Сакмара. К югу от Оренбурга успешно наступал II Оренбургский казачий корпус. Обороняли Оренбург части 1-й советской армии Г. Д. Гая, отступившие за Салмыш и обстреливавшие части Бакича артиллерийским огнём.

Корпус Бакича начал готовиться к переправе через Салмыш в условиях весеннего разлива рек.
- 18 апреля. Левофланговые части 2-й Сызранской стрелковой дивизии, переправившись через реку Сакмару, в районе села Никольского, взяли с боем у красных деревни Верхние и Нижние Чебеньки.
- 20 апреля. Дивизия заняла станицу Сакмарскую и начала в тылу у красных развивать успех в направлении Сеитовского посада к северу от Оренбурга. Появление частей белой армии за Салмышем стало полнейшей неожиданностью для командующего 1-й армией красных Г. Д. Гая.
- 21 апреля. Утром части IV корпуса начали переправляться через Салмыш в районе Имангулово, Биккулово и поселка Ново-Троицкий. Белым удалось прервать телефонную связь Оренбурга со штабом 20-й Пензенской стрелковой дивизии. 6-й Сызранский стрелковый полк с боем взял деревню Майорскую, откуда повел наступление на станцию Каргала, что была в глубоком тылу Оренбургской группы красных. В боях 21 апреля проявилась несогласованность в действиях корпусов Бакича и И. Г. Акулинина, по итогам которой 7-й Хвалынский стрелковый полк из корпуса Бакича прекратил своё наступление и вернулся на исходные позиции, при этом часть стрелков перешла к красным.
- 22 апреля. Части корпуса Бакича переправлялись через Салмыш у хутора Архипова в 7 верстах восточнее Сакмарской. Из-за сильного течения реки и малой грузоподъемности парома переправа задержалась до 23 апреля, по причине чего была нарушена синхронность наступления прорвавшейся в тыл большевиков 2-й дивизии и все ещё завершавшей свою переправу 5-й дивизии. 2-я же дивизия у деревни Екатериновка захватила у красных обоз и более 1000 снарядов, дивизия продолжала успешное наступление на Оренбург. Советские историки позднее будут утверждать задним числом, что план красных якобы состоял в том, чтобы позволить IV корпусу переправиться через Салмыш, а затем прижать его к реке и разгромить. Современный историк гражданской войны в Оренбуржье А. В. Ганин указывает, что это было стремлением советских историков выдать желаемое за действительное, так как до 23 апреля инициатива в Оренбургской операции полностью находилась в руках белых.
- 23 апреля. Войска IV корпуса получили приказ перерезать конницей железную дорогу Оренбург—Самара, взять Оренбург и к 26 апреля выйти на линию Новосергиевская—Нижнеозерная. В 10 утра войска белой армии заняли хутор Сиетовский — это стало максимальным её успехом в наступлении на Оренбург. Возле деревни Нижние Чебеньки имел место встречный бой. Переправа IV корпуса на северном участке у Имангулова не осталась незамеченной для большевиков, которым удалось приостановить переправу при помощи артиллерии. Переправа частей 5-й стрелковой дивизии также продвигалась крайне медленно из-за порчи парома. К концу дня командованием был отдан приказ о наведении мостов через рукава уже разлившегося Салмыша.
- 24 апреля. Во исполнение приказа об очистке от большевиков район междуречья рек Салмыш и Янгиз, имевшего целью дать возможность 10-й Верхнеуральской стрелковой дивизии совершит свою переправу близ Булановского, IV корпус весь день вел тяжелый бой за переправу. Большевики наступали подавляющими силами со стороны накануне оставленных белыми Сеитовского посада и Сакмарской станицы. 5-я дивизия была вынуждена переправу приостановить.
- 25 апреля. Обнаружив замедление наступления своего корпуса, Бакич передвинул свой штаб в деревню Имангулово, расположенную прямо на передовой, для того чтобы самому непосредственно руководить действиями корпуса. 5-я стрелковая дивизия, закончив переправу, начала очистку от красных местности между реками Салмыш и Янгиз. Вторая колонная вела наступление на Сакмарскую станицу. Близ хутора Архипова все ещё продолжался бой за переправу. В районе переправы у Имангулово красные вели упорную оборону, противодействуя усилиям солдат Бакича подойти к переправе. Также частями белой армии было предпринято наступление силами 7-го стрелкового полка в районе деревни Верхние Чебеньки.
- 26 апреля. Здесь произошёл решающий бой всей многомесячной битвы за Оренбург. Технические особенности сооруженной накануне переправы исключали возможность быстрого отхода в случае неудачи наступления. Дававший позднее показания по поводу обстоятельств боя 26 апреля начальник 5-й стрелковой дивизии полковник В. К. Нейзель отметил: …обратный отход не предполагался, а отход под натиском противника ничем иным, кроме катастрофы, не мог быть, и поэтому приказ о наступлении мною был понят как решительная ставка — или прорыв фронта красных и взятие Оренбурга, или гибель дивизии.

Под обстрелом красных, Сакмарский конный дивизион проводил переправу через Салмыш, в районе хутора Архипова, для дальнейшего освобождения своей родной станицы — Сакмарской. Большевики сгруппировались против правого фланга Бакича, где вела бой 5-я Оренбургская стрелковая бригада, и повели наступление против неё при поддержке артиллерии из 8 орудий. Белые были вынуждены отходить, выдвинутые резервы были смяты самими отступавшими и стали частично сдаваться. Нескольким офицерам 5-й дивизии практически удалось спасти положение и дать возможность основной массе стрелков переправиться обратно за реку, когда они с группой из 150 солдат предприняли попытку остановить красных. Красные, не ожидавшие отпора, в свою очередь начали отступать, однако перед самой рукопашной часть стрелков дрогнула и сдалась противнику… Резервов у Нейзеля более не было, и подошедшие вплотную к переправе красные атаковали паром, расстреливая из только что захваченных пулемётов спасавшихся вплавь стрелков. В ходе жесткого боя потери белых составили 200 человек убитыми и до 1500 пленными. Красным досталось 3 орудия, 20 пулемётов и 1000 снарядов.
Войска генерала Бакича оказались сбиты с правого берега Салмыша, остатки белогвардейских частей переправились вплавь обратно через Салмыш и отошли к деревне Сергиевка и хутору Сухомлиновский. После отвода оставшихся войск в тыл на участок фронта была выдвинута из резерва корпуса сводная бригада полковника Г. М. Фаддеева. После поражения генералу Бакичу пришлось приостановить активные действия своего корпуса против Оренбурга.
- 27 апреля. Штаб корпуса Бакича был перевезен в тыл, в деревню Ново-Никотинскую. Большевики переправились на левый берег Салмыша и оттеснили с помощью артиллерии и пулемётов заслоны белых, однако развить успех им не дали Татищевский пластунский дивизион и учебная команда 2-й Сызранской стрелковой дивизии, сумевшие отбить у красных переправу.
- 29 апреля. Красные вновь попытались атаковать переправу у Архипова, однако войска корпуса Бакича подпустили их вплотную к переправе и встретили сильным обстрелом. Впоследствии красные постоянно пытались осуществить переправу через Салмыш, однако это им не удалось.
- 30 апреля. В соответствии с приказом по Южной армейской группе корпус Бакича перешёл к обороне.

В конце апреля попытка командира II Оренбургского казачьего корпуса И. Г. Акулинина взять город с наскока не удалась. Отсутствие координации в действиях командиров белых корпусов, обусловленной разливом рек и отсутствием средств связи, привело к тому, что красные получили возможность атаковать армию белых по частям. 21-26 апреля 1919 года к северо-востоку от Оренбурга в районе слияния р. Салмыш и р. Сакмара шли ожесточенные бои между IV Оренбургским армейского корпусом генерал-майора А. С. Бакича со стороны белых и 20 Пензенской стрелковой дивизии под командованием начдива А. Е. Воробьев и 31 Туркестанской начдива А. Д. Малявинского стрелковой дивизии со стороны красных. По итогу сражения IV Оренбургский армейский корпус понес значительные потери пленными и был вынужден на ближайшее время перейти к оборонительной тактике. В это время на южных и восточных подступах к Оренбургу успешно продвигались вперед I и II казачьи корпуса, пользуясь тем, что значительные силы красных были задействованы севернее города. 29 апреля I корпус даже овладел Меновым Двором всего в 5 км к югу от Оренбурга и вел обстрел города из артиллерии.
В мае Бакич получил приказ о перегруппировке и сосредоточении своих сил не на оренбургском, а на стерлитамакском направлении. В Оренбургской операции IV корпус с тех пор должен был играть пассивную роль, просто поддерживая связь со II Оренбургским казачьим корпусом Отдельной Оренбургской армии при помощи конных частей.
Основные тяжёлые бои велись за единственный в районе железнодорожный мост через реку Урал. Этот мост в решающий момент красным удалось удержать. Поэтому I корпус белых атаковал красных с тыла западнее Оренбурга. Белым помогло восстание целого ряда илецких и уральских станиц. Совместными действиями казачьих корпусов и восставших в начале мая был взят Илецкий городок. Командующему 1 советской армии Г. Д. Гаю пришлось настаивать перед своим руководством на сдаче Оренбурга. В ответ командовавший Южной группой армий Восточного фронта М. В. Фрунзе потребовал более энергичных мер по обороне города, в этих целях большевики провели репрессии против жителей города и мобилизовали их также на рытье окопов и установку проволочных заграждений. Мобилизованные работали крайне неохотно. Тогда к Оренбургу большевики стали перебрасывать дополнительные силы, увеличив к концу мая свою группировку в 1,5 раза, подавляющим было и техническое превосходство красных. Как пишет А. В. Ганин, в создавшихся условиях войскам Российской армии становилось все труднее рассчитывать на взятие города и успешное завершение всей Оренбургской операции. Конец апреля 1919 года и первые две недели мая прошли в затяжных боях. 10 мая оба казачьих корпуса белых начали общее наступление, на участке II корпуса красные отступили с большими потерями, а на участке I корпуса наступление казаков захлебнулось. Бои шли на самых ближних подступах к Оренбургу, всего в 3-4 км от города.
23 мая Верховный правитель и Верховного главнокомандующий Русской армии А. В. Колчак решил расформировать Отдельную Оренбургскую армию, вместо неё создавалась Южная армия под командованием генерал-майора Белова. Южной армии ставилась задача ударом по линии Оренбург — Бузулук — Самара остановить наступление большевиков против Западной армии. Армия генерала Белова к середине июня дошла до окраин Оренбурга. В этот момент уже, однако, инициатива уже была белыми упущена. В июле Южная армия уже не предпринимала активных действий в направлении Оренбурга. А уже в августе 1919 г. в ходе Актюбинской операции казаки были вынуждены отойти от города, расставшись, таким образом, уже навсегда с надеждой вернуть казачью столицу.

## Итоги
За победу и отвагу воинов 277-й Орский стрелковый полк удостоился Почётного Революционного Красного знамени Реввоенсовета Республики — самой высокой по тем временам награды.
Особой отвагой в бою среди бойцов полков РККА отличился комиссар М. Терехов. Сообщение о подвиге комиссара было описано в заметке «Крупная победа советских войск», опубликованной через три дня после боя, 29 апреля 1919 года, в газете «Правда».
Победа на Салмыше стала первым значительным ударом РККА по силам адмирала Колчака. Красные разгромили корпус Бакича и отбили натиск белых на Оренбург. Салмышский бой отвлёк внимание и силы Колчака от Бузулука, благодаря чему Красная Армия получила возможность для начала оттуда успешного контрнаступления на главном направлении.

## Причины неудачи корпуса генерала Бакича
Причиной неудачного итога действия Бакича была крайняя малочисленность его корпуса, а также полное отсутствие техники для наступления и переправы через реки.

## Память
Позднее наиболее яркий и трагический для белых эпизод оренбургской операции стал основой сюжета нескольких художественных произведений, его же запечатлел в своей картине «Бой на реке Салмыш» в 1931 году советский художник Е. А. Тихменев (1869—1934).
В память о погибших в Салмышском бою на горе Янгизской 26 апреля 1968 года установлена девятиметровая стела на ступенчатом основании размером 6×8 м. В 2008 году к 90-летию, Гражданской войны, памятник был отреставрирован. В день бракосочетания сюда приезжают молодожены
В г. Оренбурге в 1981 году одна из новых улиц названа Салмышской и там же открыт сквер памяти Салмышского боя. В 1984 году в нём установлены две скульптуры — фигура красноармейца (известная также как «Советский солдат») и статуя Скорбящей Матери с убитым сыном на руках, созданные известным оренбургским скульптором Надеждой Петиной.